# 清風無痕
《清風無痕》，是一部描寫鄭清發慈濟師兄與張似錦慈濟師姊的真實人生電視劇，由蘇達 、夏如芝 、潘奕如、林韋君、邱隆杰、段可風 、馬國畢、唐川等演員領銜主演，於2021年7月5日在大愛電視20:00首播。
2018年10月6日，潘奕如飾演本劇何秀菊角色，首度入圍第53屆金鐘獎『戲劇節目女配角獎』。

## 播出時間
以下時間以當地時間（台灣時間）為準

### 首播
| 片名     | 頻道       | 播放日期      | 播放時間                  |
| 清風無痕 | 大愛電視台 | 2017年7月17日 | 20:00-20:49播出（無廣告） |
| 清風無痕 | 大愛海外台 | 2017年7月17日 | 20:00-21:00播出（含廣告） |
| 清風無痕 | 中天娛樂台 | 2017年7月17日 | 21:00-22:00播出（含廣告） |

### 重播
| 片名     | 頻道       | 播放日期      | 播放時間                  |
| 清風無痕 | 大愛電視台 | 2017年7月17日 | 23:30-00:19播出（無廣告） |
| 清風無痕 | 大愛電視台 | 2017年7月17日 | 03:00-03:49播出（無廣告） |
| 清風無痕 | 大愛電視台 | 2017年7月17日 | 16:00-16:49播出（無廣告） |
| 清風無痕 | 大愛海外台 | 2017年7月17日 | 02:00-03:00播出（含廣告） |
| 清風無痕 | 大愛海外台 | 2017年7月17日 | 09:00-09:49播出（無廣告） |
| 清風無痕 | 大愛海外台 | 2017年7月17日 | 11:00-12:00播出（含廣告） |
| 清風無痕 | 中天娛樂台 | 2017年7月17日 | 11:00-12:00播出（含廣告） |

### 大愛會客室

#### 首播
| 片名       | 頻道       | 播放日期      | 播放時間        |
| 大愛會客室 | 大愛海外台 | 2017年7月17日 | 21:00-21:11播出 |
| 大愛會客室 | 大愛電視台 | 2017年7月17日 | 00:19-00:30播出 |
| 大愛會客室 | 大愛海外台 | 2017年7月17日 | 09:49-10:00播出 |

## 演員列表

### 主要演員
| 演員   | 角色   | 介紹 | 登場集數       |
| 蘇達   | 鄭清發 | 本劇男主角，年輕時就想打工賺錢，甚至把臉上的缺點用動手術的方式變好看，在大哥清南的介紹下從事棉紗工廠的工作，錄取後，開始工廠與學校半工半讀的生活。   | 第1集－第30集  |
| 夏如芝 | 張似錦 | 本劇女主角，在銀行上班，負責銀行貸款相關方面的職務，在熊欣華與巫時榮的介紹下，認識了當時還在當兵的清發，對清發有創業的上進精神感到相當欣賞。         | 第16集－第30集 |
| 馬國畢 | 鄭清南 | 鄭清發的大哥，看到清發積極的找工作，於是幫他介紹棉紗工廠的工作。                                                                                     | 第集－第集     |
| 段可風 | 鄭大嫂 | 鄭清南妻子，鄭清發的大嫂。 | 第集－第集     |
| 潘奕如 | 何秀菊 | 又稱阿菊，鄭清發的後母，在鄭江水失去了原先妻子彩雲後，請求兩人在一起，也順便照顧清發，從一開始的無法接受，到漸漸地答應，鄭家晚輩稱呼她為「歐巴桑」。 | 第集－第集     |
| 林韋君 | 謝彩雲 | 鄭清發的親生母親 | 第集－第集     |
| 邱隆杰 | 鄭江水 | 鄭清發的父親，先後娶了謝彩雲與阿菊。 | 第集－第集     |
| 唐川   | 謝外公 | 謝彩雲的父親，鄭清發的外公，在自己女兒去世後沒多久也相繼辭世。                                                                                       | 第集－第集     |

### 次要演員
| 演員   | 角色         | 介紹                                                                                     | 登場集數 |
| 洪喻蕎 | 繼外婆       | 。                                                                                       | 第1集    |
| 陳伶宣 | 小阿姨       | 。                                                                                       | 第1集    |
| 楊忠穎 | 林義川       | 鄭清發的好朋友，看到清發因為找不到工作而發愁，建議他可以去做業務員工作。                 | 第1集    |
| 林昀希 | 林秋月       | 。                                                                                       | 第1集    |
| 陳嘉君 | 林春花       | 。                                                                                       | 第1集    |
| 呂俍慧 | 義川母       | 。                                                                                       | 第1集    |
| 王自強 | 周老闆       | 。                                                                                       | 第1集    |
| 陳希愛 | 周太太       | 。                                                                                       | 第1集    |
| 楊佩潔 | 周麗芬       | 鄭清發的好朋友，年輕時還一起學習騎摩托車。                                               | 第1集    |
| 蔡湘宜 | 阿花姨       | 。                                                                                       | 第1集    |
| 何曼寧 | 服飾店老闆   | 。                                                                                       | 第1集    |
| 黃佳綾 | 林老師       | 。                                                                                       | 第1集    |
| 李飛   | 鄭清春       | 。                                                                                       | 第1集    |
| 官家宇 | 鄭清福       | 。                                                                                       | 第1集    |
| 高允漢 | 阿波         | 阿菊的兒子。                                                                             | 第1集    |
| 林文鈞 | 張父         | 。                                                                                       | 第1集    |
| 黃錦雯 | 張母         | 。                                                                                       | 第1集    |
| 王湘瑩 | 熊欣華       | 。                                                                                       | 第1集    |
| 邱逸峰 | 巫時榮       | 在成衣廠任職，是專門做女性內衣職業，工作非常專注熱愛，清發認識他後，被他的敬業精神打動。 | 第1集    |
| 張哲豪 | 楊忠雄       | 。                                                                                       | 第1集    |
| 劉濟民 | 黃董         | 。                                                                                       | 第1集    |
| 許翠雪 | 陳心怡       | 。                                                                                       | 第1集    |
| 曾浩綸 | 徐昆泰       | 。                                                                                       | 第1集    |
| 周孝虹 | 洪小姐       | 。                                                                                       | 第1集    |
| 程學書 | 謝阿慶       | 。                                                                                       | 第1集    |
| 蔡瑞澤 | 鄭清發(童年) | 。                                                                                       | 第1集    |

### 客串演員
| 演員   | 角色     | 介紹 | 登場集數 |
| 董毅軍 | 林阿輝   | 。   | 第1集    |
| 李得全 | 張老闆   | 。   | 第1集    |
| 高麗紅 | 時榮母   | 。   | 第1集    |
| 孫寶貴 | 阿菊繼母 | 。   | 第1集    |
| 陳霆   | 黃勝碧   | 。   | 第1集    |
| 陳文山 | 常醫師   | 。   | 第1集    |

## 電視劇歌曲
| 曲別   | 歌名         | 演唱者 | 作詞   | 作曲       | 編曲   | 製作人 | 合聲   |
| 片頭曲 | 漂浪的每一個 | 郭婷筠 | 十方   | 荒山亮     | 三秒   | [[]]   | 江惠儀 |
| 片尾曲 | 視而不見     | 徐詣帆 | 姚若龍 | South Deep | 項仲為 | 曹俊鴻 | 謝佩吟 |

## 大愛會客室名單
| 集數  | 日期          | 來賓                 | 主持人 |
| 第1集 | 2017年7月18日 | 楊英奇、蘇達         | 李碧秀 |
| 第2集 | 2017年7月19日 | 蘇達、馬國畢、段可風 | 李碧秀 |

## 工作人員列表

### 製作團隊
- 監　製：王端正、葉樹姍、臧蕙年
- 總策劃：關兆宏
- 編審統籌：鍾易儒
- 製作人：楊英奇
- 編　劇：蔡至哲
- 顧　問：鄭清發、張似錦
- 企畫宣傳：朱玲慧、熊九山、林志儒、魏鳳萱
- 製作協調：黃開誼、翁詩閔
- 後期導演：許瑋
- 導　演：蔣凱宸

## 獎項紀錄

### 金鐘獎
| 年份   | 頒獎典禮     | 獎項             | 入圍者 | 結果 |
| 2018年 | 第53屆金鐘獎 | 戲劇節目女配角獎 | 潘奕如 | 提名 |

## 外部連結
- 清風無痕官方網站 （页面存档备份，存于）－大愛劇場
- 大愛劇場的Facebook專頁
- 大愛劇場的Instagram帳戶

| 大愛電視台 週一至週日 20:00-20:49       | 大愛電視台 週一至週日 20:00-20:49           | 大愛電視台 週一至週日 20:00-20:49 |
| --------------------------------------- | ------------------------------------------- | --------------------------------- |
|                                         | 清風無痕 （2017年7月17日－2017年8月15）     |                                   |
| 愛別離 （2017年7月15日－2017年7月16日） | 生命桃花源 （2017年8月16日－2017年9月14日） |                                   |

| 中天娛樂台 週一至週日 21:00-22:00       | 中天娛樂台 週一至週日 21:00-22:00           | 中天娛樂台 週一至週日 21:00-22:00 |
| --------------------------------------- | ------------------------------------------- | --------------------------------- |
|                                         | 清風無痕 （2017年7月17日－2017年8月15日）   |                                   |
| 愛別離 （2017年7月15日－2017年7月16日） | 生命桃花源 （2017年8月16日－2017年9月14日） |                                   |